# Фаусто Грезіні
Фаусто Грезіні (італ. Fausto Gresini; 23 січня 1961, Імола, Італія — 23 лютого 2021) — італійський мотогонщик, дворазовий чемпіон світу з шосейно-кільцевих мотогонок MotoGP в класі 125сс. Засновник і керівник спортивної команди «Gresini Racing», що виступає у MotoGP.

## Біографія

### Кар'єра мотогонщика
Фаусто Грезіні народився в Імолі. Він почав професійно виступати у 1978 році, у віці 17 років, у чемпіонаті Італії в класі 50сс. У 1983 році Грезіні провів свій перший сезон у чемпіонаті світу з шосейно-кільцевих мотоперегонів MotoGP в класі 125сс, виступаючи за команду MBA.
За час своїх виступів, Фаусто Грезіні виграв два титули чемпіона світу в класі 125cc у 1985 і 1987 роках, виступаючи за команду Garelli під керівництвом Еугеніо Лаззаріні. Також він тричі був віце-чемпіоном, у 1986 році з Garelli, а також у 1991 і 1992 роках з Honda. У 132 Гран-Прі, на яких Фаусто брав участь, він здобув 21 перемогу, 15 других місць і 11 третіх.

#### Рекорди
- 11 поспіль перемог на етапах у класі 125сс в період 1986–1987 років (разом з Анхелем Ньєто).
- Найбільша кількість перемог у класі 125сс протягом сезону — в 1987 році він хоч і зазнав аварії у фінальній гонці, але виграв всі інші, всього 10.

### Gresini Racing
Фаусто Грезіні в даний час керує заснованою ним же командою «Gresini Racing», що в сезоні 2014 представлена у всіх трьох класах чемпіонату. Гонщики його команди двічі вигравали чемпіонат світу: Дайдзіро Като святкував перемогу в класі 250сс у 2001 році, Тоні Еліас став найкращим в класі Moto2 у 2010 році. Като загинув під час Гран-Прі Японії 6 квітня 2003. 23 жовтня 2011 команда Gresini зазнала ще однієї втрати, коли гонщик Марко Сімончеллі загинув після аварії на Гран-Прі Малайзії.

## Статистика виступів

### MotoGP

#### У розрізі сезонів
| Сезон  | Клас   | Мотоцикл | Гонки | Перемоги | Подіуми | Поули | Очки | Місце |
| ------ | ------ | -------- | ----- | -------- | ------- | ----- | ---- | ----- |
| 1983   | 125cc  | Garelli  | 10    | 0        | 1       | 1     | 37   | 9     |
| 1984   | 125cc  | Garelli  | 8     | 1        | 3       | 0     | 51   | 3     |
| 1985   | 125cc  | Garelli  | 10    | 3        | 8       | 5     | 109  | 1     |
| 1986   | 125cc  | Garelli  | 11    | 4        | 8       | 4     | 114  | 2     |
| 1987   | 125cc  | Garelli  | 11    | 10       | 10      | 6     | 150  | 1     |
| 1988   | 125cc  | Garelli  | 6     | 0        | 0       | 0     | 22   | 21    |
| 1989   | 125cc  | Aprilia  | 12    | 0        | 1       | 0     | 102  | 5     |
| 1990   | 125cc  | Honda    | 13    | 0        | 1       | 0     | 102  | 8     |
| 1991   | 125cc  | Honda    | 13    | 2        | 9       | 1     | 181  | 2     |
| 1992   | 125cc  | Honda    | 13    | 1        | 6       | 0     | 118  | 2     |
| 1993   | 125cc  | Honda    | 13    | 0        | 0       | 0     | 61   | 11    |
| 1994   | 125cc  | Honda    | 12    | 0        | 0       | 0     | 46   | 16    |
| Всього | Всього | Всього   | 132   | 21       | 47      | 17    | 1093 |       |

## Особисте життя
Фаусто Грезіні є батьком 5 синів.